# Machimus bataviensis
Machimus bataviensis är en tvåvingeart som först beskrevs av de Meijere 1914.  Machimus bataviensis ingår i släktet Machimus och familjen rovflugor. Inga underarter finns listade i Catalogue of Life.